# 神明温泉
神明温泉（しんめいおんせん）は、岐阜県関市板取にある温泉。奥美濃の秘湯とも呼ばれる。

## 泉質
- 弱アルカリ性単純温泉
  - 泉温　37℃
- 無味無臭。一部源泉掛け流し、加温

## 温泉地
奥美濃と呼ばれる板取川上流に、日本秘湯を守る会所属の一軒宿の「湯元すぎ嶋」が存在する。日帰り入浴も可能。
建物は150年前に建てられた古民家を移築したものである。山を望む貸切露天風呂がある他、料理は季節に合わせた地元の野菜を使用している。
周辺には、美濃の景勝地として知られる川浦渓谷がある。

## 歴史
- 1997年（平成9年）- ボーリングによって、開湯。「湯元すぎ嶋」もこの年に開業。

## アクセス
- JR東海道本線・高山本線岐阜駅から岐阜バス洞戸栗原行きで1時間10分、バス停：洞戸栗原で板取ふれあいバスに乗り換え45分。

- 東海北陸自動車道美濃ICから国道156号、県道81号、国道256号、県道52号経由、車で60分。